# Municipio de Washington (condado de Paulding)
El municipio de Washington (en inglés: Washington Township) es un municipio ubicado en el condado de Paulding en el estado estadounidense de Ohio. En el año 2010 tenía una población de 719 habitantes y una densidad poblacional de 7,91 personas por km².

## Geografía
El municipio de Washington se encuentra ubicado en las coordenadas 41°1′38″N 84°24′37″O / 41.02722, -84.41028. Según la Oficina del Censo de los Estados Unidos, el municipio tiene una superficie total de 90.91 km², de la cual 90,74 km² corresponden a tierra firme y (0,19 %) 0,17 km² es agua.

## Demografía
Según el censo de 2010, había 719 personas residiendo en el municipio de Washington. La densidad de población era de 7,91 hab./km². De los 719 habitantes, el municipio de Washington estaba compuesto por el 97,08 % blancos, el 0,28 % eran afroamericanos, el 0,14 % eran amerindios, el 0,14 % eran asiáticos, el 1,11 % eran de otras razas y el 1,25 % eran de una mezcla de razas. Del total de la población el 1,39 % eran hispanos o latinos de cualquier raza.